# روبن ارویو
روبن ارویو (انگلیسی: Rubén Arroyo؛ زادهٔ ۲۲ نوامبر ۱۹۸۳) بازیکن فوتبال اهل اسپانیا است.
از باشگاه‌هایی که در آن بازی کرده‌است می‌توان به باشگاه فوتبال لوگو، باشگاه فوتبال رئال مادرید سی، باشگاه فوتبال فوئنلابرادا، باشگاه فوتبال اتنیکوس اچنا، و باشگاه فوتبال ایبار اشاره کرد.